# Церковь Блаженной Анели Салявы (Краков)

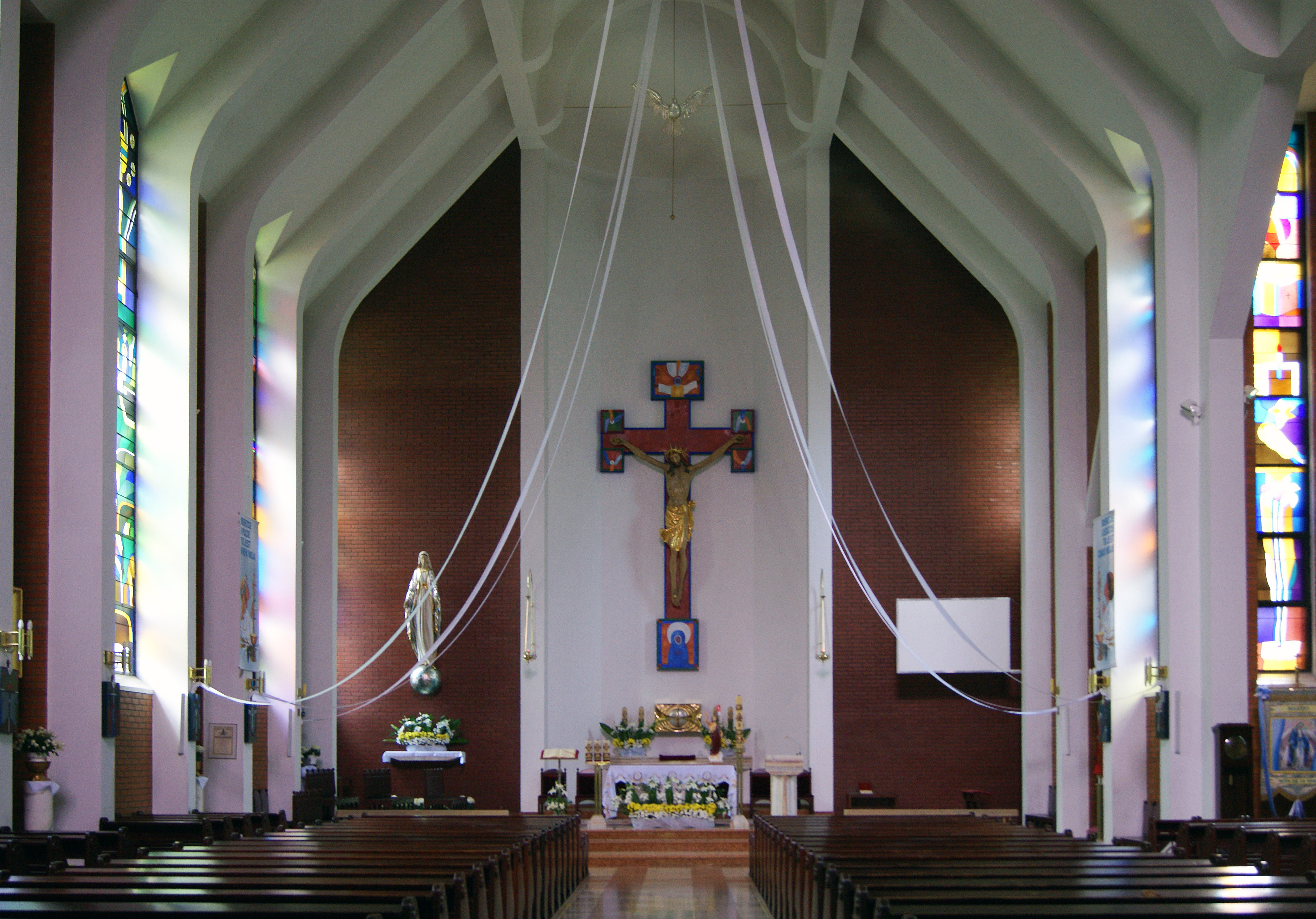
Интерьер церкви

Церковь блаженной Анели Салявы (пол. Kościół bł. Anieli Salawy) — католическая церковь, находящаяся в Кракове, Польша. Храм располагается в краковской дзельнице Лобзув по адресу улица Киёвская, 29. Храм освящён в честь блаженной Анели Салявы.

## История
В 1991 года городской муниципалитет Кракова выдал разрешение на строительство нового храма в дзельнице Лобзув. В 1992 году началось строительство церкви, которым руководил краковский архитектор Юзеф Дуткевич. В 1994 году краковский архиепископ кардинал Франтишек Махарский заложил краеугольный камень церкви, который был освящён 13 августа 1991 года Римским папой Иоанном Павлом II во время беатификации Анели Салявы.
С 1996 года начались строительные работы внутри храма. На окнах были установлены витражи и на стенах размещены стояния Крестного пути авторства художника Терезы Станкевич. В алтаре было установлено распятие авторства Яна Секи.
В 1996 году кардинал Франтишек Махарский учредил приход блаженной Анели Салявы, который передал для пастырского попечения из мужской конгрегации Священники-миссионеры.
В 2000 году состоялось освящение храма, которое совершил кардинал Франтишек Махарский.